# Panika roku 1792
Panika roku 1792 – panika, która wybuchła w marcu i kwietniu 1792 roku i była wywołana kryzysem na rynku kredytowym. Kiedy William Duer i Aleksander Macomb rozpoczęli spekulację przeciwko akcjom posiadanym przez Bank Nowego Jorku, Pierwszy Bank Stanów Zjednoczonych angażował się w dużą ekspansję kredytową, przez co stymulował dalsze spekulacje. Podczas paniki w 1792 roku Bank Stanów Zjednoczonych nie funkcjonował w pełni, więc ówczesny sekretarz skarbu USA, Aleksander Hamilton, musiał polegać na Banku Nowego Jorku.
W tym okresie w ciągu dwóch tygodni papiery wartościowe straciły 25 procent swojej wartości. Jednakże zaraz po interwencji Aleksandra Hamiltona sytuacja finansowa powróciła do normy.

## Wstęp do „bańki rynkowej”
Hamilton został sekretarzem skarbu we wrześniu 1789 roku. Z powodu pustego skarbca zredukował stopę procentową wypłacaną od zrestrukturyzowanego długu publicznego z 6 do 4 procent. Jedynie dług zagraniczny Stanów Zjednoczonych (przede wszystkim zadłużenie wobec Francji, wynikające z pożyczek zaciągniętych podczas Wojny o Niepodległość), miał zostać spłacony zgodnie z pierwotnymi umowami kredytowymi.
Stare świadectwa dłużne zaczęły być dobrowolnie wymieniane na obligacje oprocentowane na 6 procent („U.S. Sixes”), sześcioprocentowe obligacje odroczone (odsetki pojawiłyby się dopiero w 1801 roku, więc obligacje te nie generowały zysków dla właścicieli) i trzyprocentowe obligacje – wszystkie bez ustalonego terminu spłaty. Spośród 64,5 miliona dolarów długu publicznego około 50 procent zostało zamienionych na nowy rodzaj papierów dłużnych do 30 września 1791 roku, 90 procent do końca 1793 roku i 98 procent do końca 1794 roku. Jednakże rynki tych nowych papierów dłużnych były aktywne prawie od pierwszych dni ich emisji jesienią 1790 roku.
W grudniu 1790 roku Hamilton przedstawił Kongresowi USA raport o Banku Narodowym. Wezwał do ustanowienia Banku Stanów Zjednoczonych (BUS) z kapitałem wynoszącym 10 milionów dolarów – 25 tysiącami akcji po 400 dolarów każda. Operacja ta odbyłaby się z prowizją dla rządu USA w postaci objęcia 20 procent aktywów oraz z pozostałymi 8 milionami dolarów kapitału, które mogłyby zostać dostarczone przez prywatnych inwestorów. Jedna czwarta ceny nabycia miała być spłacona gotówką, a reszta w nowych papierach dłużnych USA.
Obie izby Kongresu USA zatwierdziły ustawę bankową na początku 1791 roku. Po burzliwej debacie na temat konstytucyjności zaproponowanego działania i po dalszych zakulisowych negocjacjach, Waszyngton uchwalił ustawę bankową pod koniec lutego.
Bank miał mieć swoją główną siedzibę w Filadelfii i mógł otwierać oddziały w całych Stanach Zjednoczonych. Cztery takie oddziały zostały otworzone w 1792 roku: w Bostonie, Nowym Jorku, Baltimore i Charleston. Cztery następne – w Norfolk, Waszyngtonie, Savannah i Nowym Orleanie – w 1800 roku i później.
Pierwsza emisja publiczna Banku Stanów Zjednoczonych odbyła się 4 lipca 1791 roku i zgłoszono na nią znacznie więcej ofert kupna, niż oczekiwano. Wypuszczono do obiegu świadectwa udziałowe i prawa nabycia udziałów po cenie 25 dolarów, płatnych w gotówce. Właściciel prawa udziałowego musiał wtedy uiścić dodatkowe płatności w wysokości 100 dolarów, 1/4 w gotówce, 3/4 w papierach dłużnych USA, kolejno – 1 stycznia, 1 lipca 1792 roku oraz 1 stycznia 1793 roku; ostateczna płatność 75 dolarów w papierach dłużnych USA przypadała na 1 lipca 1792 roku. Stworzenie Banku Stanów Zjednoczonych spowodowało, że poszczególne stany także zaczęły zakładać swoje banki.
Pierwsza oferta publiczna Banku Stanów Zjednoczonych z 4 lipca 1791 roku dała początek sześciu tygodniom finansowych spekulacji na niespotykaną dotąd skalę. Świadectwa udziałowe, kupowane po 25 dolarów podczas pierwszej oferty publicznej, szybko podwoiły swoją cenę i pozostały na takim poziomie przez większość lipca. „Świadectwomania” ogarnęła cały naród. Gazety zaczęły drukować dzienne notowania akcji. W Filadelfii Thomas Jefferson napisał do swojego przyjaciela: Akcje i udziały są jedynym tematem rodzinnych rozmów... Statki stoją bezczynnie na nabrzeżach, budowy są zatrzymane, kapitał odciągnięty z handlu, produkcji, nauk i rolnictwa na rzecz hazardu.
Wartość obligacji Skarbu Państwa także wzrosła po debiucie Banku Stanów Zjednoczonych. Cena obligacji 6-letnich wzrosła z 90 dolarów do 112,50 w sierpniu. Jednak po kilku dniach wartość ta spadła do 100 dolarów. Wtedy Alexander Hamilton interweniował. Przeprowadził spotkanie członków Komisji amortyzacyjnej i zdołał przekonać ich do zatwierdzenia wykupienia 300-400 tysięcy dolarów amerykańskiego długu w Filadelfii i Nowym Jorku.
Chciał, żeby było powszechnie wiadomo, że Skarb Państwa USA działa w kierunku zniwelowania skutków kryzysu finansowego poprzez wspieranie rynków kapitałowych. Rozpoznając jednak ryzyko nadużycia, wynikające z takiego posunięcia, starał się, by informacja o tym była jak najmniej rozpowszechniona. Zakupy obligacji 6-letnich odbywały się blisko wartości nominalnej, ale ponieważ obligacje 3-letnie i obligacje odroczone znajdowały się poniżej wartości nominalnej, całkowita wartość nominalna papierów dłużnych odkupywanych w jednym miesiącu wyniosła ponad 540 tysięcy dolarów. Było to około 2 procent należnych obligacji 6-letnich, 3-letnich i odroczonych (co stanowiło naprawdę dużą ilość). Na tym zakończyła się minipanika sierpnia i września 1791 roku.

## Wzrost spekulacji
Alexander Hamilton planował zakupić po cenie nabycia miliony dolarów w wekslach własnych, które zbankrutowany Kongres Kontynentalny i rządy stanów sprzedawały żołnierzom, farmerom oraz innym osobom wspierającym rewolucję. Większość pierwotnych właścicieli papierów rządowych już dawno porzuciło nadzieję odzyskania pełnej należności. Ponoć Hamilton zgodził się (a może nawet sam brał udział w spisku) na wyciek informacji o jego planie do licznej grupy bogatych Amerykanów. Główną postacią uwikłaną w wycieki był William Duer, asystujący sekretarz skarbu, który połączył służbę publiczną z pragnieniem szybkich zysków.
Spiski i operacje finansowe Duera z innymi członkami jego „organizacji” gwałtownie podwyższyły ceny papierów wartościowych na początku 1792 roku. 
W marcu, kiedy Duer nie mógł spłacić wielkiej sumy pożyczonych pieniędzy, rynek gwałtownie się załamał i rozpoczęła się panika. Spisek zakładał próbę utworzenia nowego dużego banku w styczniu w Nowym Jorku. Miało to sprowadzić ceny akcji Banku Nowego Jorku w dół, a następnie zmonopolizować rynek dla amerykańskich obligacji 6-letnich, których nabywcy musieliby w przyszłości płacić za udziały w Banku Stanów Zjednoczonych. 
Ze względu na ich reputację Duer i współpracujący z nim spekulanci mogli zebrać kapitał w Nowym Jorku, wydając weksle własne i wzajemnie je zatwierdzając. Jednak pod koniec 1791 roku pojawiło się na rynku nowe wielkie źródło kredytu – Pierwszy Bank Stanów Zjednoczonych, który jeszcze przez następne dwie dekady był największym bankiem w USA.
Kiedy Duer próbował podwyższyć ceny akcji, rodzina Livingstonów, jeden z najbogatszych rodów w Nowym Jorku, starała się je obniżyć. Aby to osiągnąć, Livingstonowie zaczęli wycofywać złoto i srebro ze swoich depozytów bankowych, obniżając lokalną podaż pieniądza i naciskając na banki, aby zażądały zwrotu udzielonych kredytów, tym samym powodując zawężenie udzielania pożyczek. Oprocentowanie kredytów zaczęło rosnąć nawet o 1 procent dziennie.
W lutym Alexander Hamilton doradzał, aby wszystkie banki stopniowo ograniczały kredytowanie w celu redukcji wzrostu spekulacji na rynku papierów wartościowych. Bank Stanów Zjednoczonych cierpiał z powodu zbyt dużej ekspansji kredytowej, kiedy jego zobowiązania były zwracane i konwertowane na gotówkę. Jego rezerwa gotówkowa spadła z 706 tysięcy dolarów (29 grudnia) do 510 tysięcy dolarów (31 stycznia), a później nawet do 244 tysięcy (9 marca). W odpowiedzi Bank Stanów Zjednoczonych gwałtownie zredukował ilość bonów skarbowych. Przed dalszymi problemami został ocalony przez Hamiltona, który przetransferował publiczne fundusze z Banku Nowego Jorku do Banku Stanów Zjednoczonych.
Kurczenie się wartości bonów skarbowych Banku Stanów Zjednoczonych o rozmiarach 62 tysięcy dolarów między 31 stycznia a 3 marca nadal wyrządzało poważne straty spekulantom, takim jak Duer i jego „organizacja”, którzy próbowali zdominować rynek 6-letnich bonów. Ekspansja kredytowa Banku Stanów Zjednoczonych wsparła ich spekulacje w styczniu, ale później szanse się odwróciły. Bank Stanów Zjednoczonych został ocalony, a spekulanci oraz inni ponieśli ciężkie straty. Ceny obligacji 6-letnich w Nowym Jorku spadły z 125,83 dolarów 5 marca do 116,25 dolarów 8 marca. Na drugi dzień Duer przestał spłacać swój dług. Spowodowało to łańcuch bankructw i paniczne wyprzedawanie papierów wartościowych. Cena obligacji 6-letnich USA spadała dalej do 95 dolarów 20 marca, czyli o 25 procent w ciągu dwóch tygodni.
Według pogłosek dług Duera wynosił aż 3 miliony dolarów – był on więc niewypłacalny. Na dodatek rząd federalny wezwał go, by wyjaśnił zaginięcie 240 tysięcy dolarów ze Skarbu Państwa. Był to wynik albo jego sposobu księgowania, albo malwersacji, kiedy był jeszcze Sekretarzem Rady Skarbu. Oskarżeń tych unikał przez trzy lata dzięki bliskim związkom z Aleksandrem Hamiltonem.
23 marca Duer znalazł schronienie w miejskim więzieniu – miejscu, które on postrzegał jako bezpieczniejsze niż jego willa na Broadwayu. Zmarł w więzieniu w 1799 roku. Spisano listę z nazwiskami największych handlowców, którym Duer był dłużny pokaźne sumy – 80 tysięcy dolarów tylko jednej osobie. Zalegał również „sklepikarzom, wdowom, sierotom, rzeźnikom, szoferom, ogrodnikom i kobietom na targach”. Wkrótce jeden z partnerów Duera, Walter Livingston z potężnego klanu Hudson River Valley, dołączył do niego w więzieniu jako dłużnik. Razem z nim podpisał 28 weksli na łączną sumę 203 875,80 dolarów. W kwietniu zaś Aleksander McComb nie wywiązał się z płatności pół miliona dolarów w postaci akcji zakupionych od dużych graczy giełdowych i również dołączył do swoich partnerów w więzieniu. Zamieszki publiczne przybierały na sile i tłum gromadził się wokół więzienia.
Nawet najwięksi gracze giełdowi zostali pochłonięci w ogólnym kryzysie. Jeden z nich, Brockholst Livingston, był „prawie zrujnowany”, a żaden z jego przyjaciół nie znajdował się w lepszej sytuacji. Życie gospodarcze Nowego Jorku przestało funkcjonować. Handlarze z kilkoma tonami zboża na statkach odmówili ich wyładowania, ponieważ nikt nie mógł zapłacić im w gotówce i nie ufali wekslom osób, które oferowały magazynowanie. Filadelfia również odczuła skutki kryzysu. Ceny ziemi w całej Pensylwanii spadły o 66 procent.